# Coryphantha retusa
Coryphantha retusa, conocida comúnmente como biznaga partida mocha, es una especie de planta suculenta perteneciente al género Coryphantha, dentro de la familia Cactaceae. Es endémica de México (concretamente de los estados mexicanos de Oaxaca y Puebla).

## Descripción

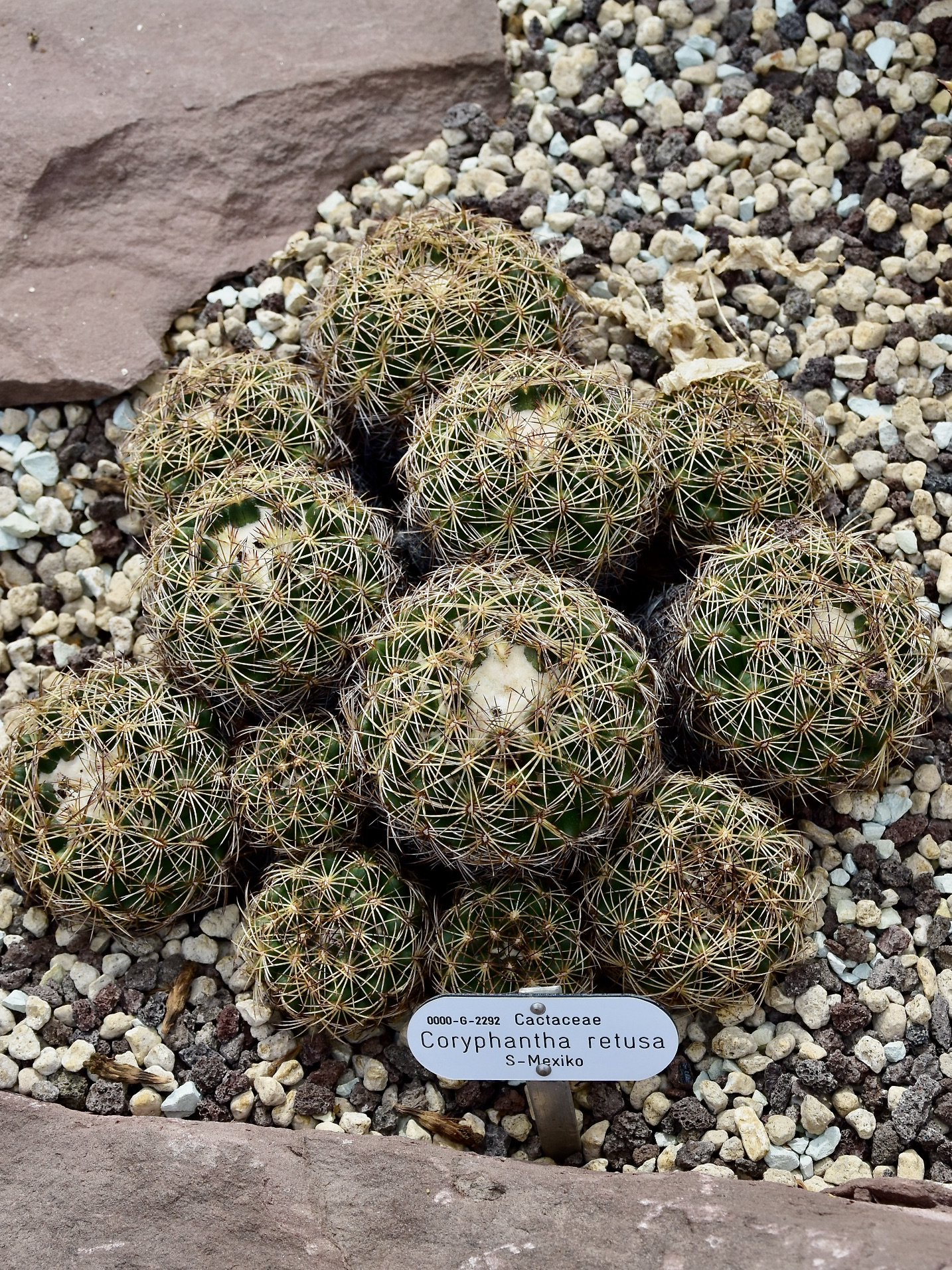
Planta creciendo en grupo

Coryphantha retusa es una especie de cactus pequeño que crece de forma solitaria, generalmente no está ramificado y rara vez se agrupa en la vejez. A menudo se confunde con Coryphantha pycnacantha y tiene las raíces fibrosas. Los tallos son esféricos y tienen la epidermis de color verde oscuro o verde grisáceo. Miden de 3 a 8 cm de alto y de 5 a 10 cm de diámetro. Tienen el ápice deprimido, con lana densa de color blanco.
Los tallos están cubiertos de tubérculos cónicos aplanados por encima (retusos) y desigualmente hinchados. Tienen forma redondeada, miden hasta 0,8 cm de alto, 1,2 cm de ancho en la base y se disponen en series de 8 a 13. Tienen abundante lana cuando son jóvenes, tanto en los surcos como en las axilas, aunque con el tiempo se vuelven desnudas.
En la punta de los tubérculos se asientan areolas oblongas de 4 mm de largo y 2 mm de ancho. Normalmente no tienen ninguna espina central, aunque a veces puede aparecer 1. Se distinguen de 6 a 15 espinas radiales pectinadas (3-4 de ellas en cada lado), fuertemente subuladas, aplanadas y en forma de peine. Aparecen curvadas hacia el cuerpo de la planta, miden de 1,4 a 2 cm de largo y aunque inicialmente son de color amarillo pálido o blanquecino con las puntas más oscuras, con el tiempo se vuelven grises.

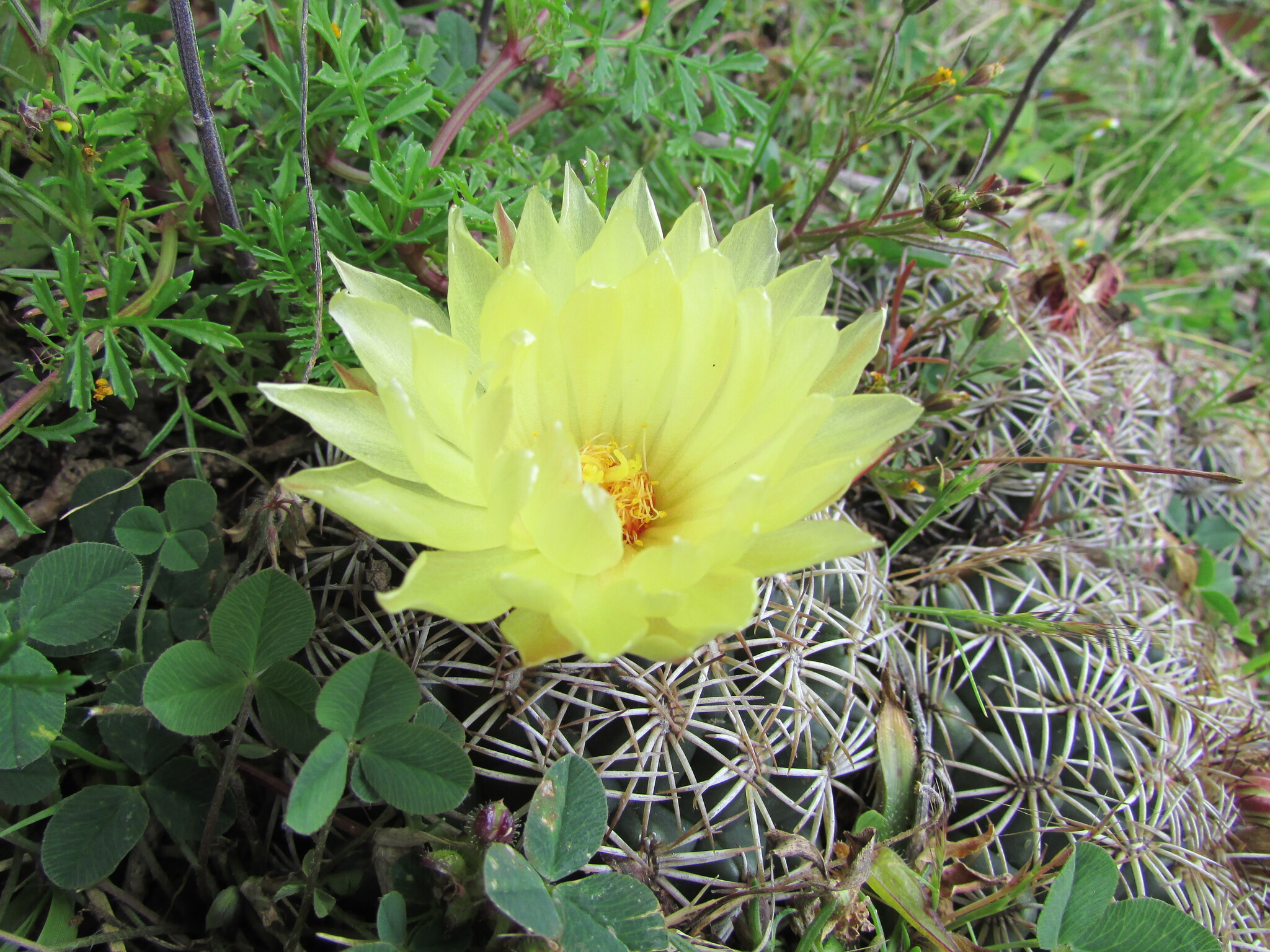
Detalle de la flor

Las flores tienen forma acampanada y nacen en el centro de la planta. Miden de 3,5 a 5 cm de largo, de 4 a 5 cm de diámetro y son de color crema o amarillo intenso. Tienen los filamentos rojizos, las anteras amarillas y el estigma y los lóbulos de color amarillo blanquecino. El período de floración es entre junio y octubre.
Los frutos son de color verde claro, tienen forma elipsoide y crecen hasta 3 cm de largo. Las semillas miden hasta 2 mm de largo y 1 mm de ancho.

## Distribución y hábitat

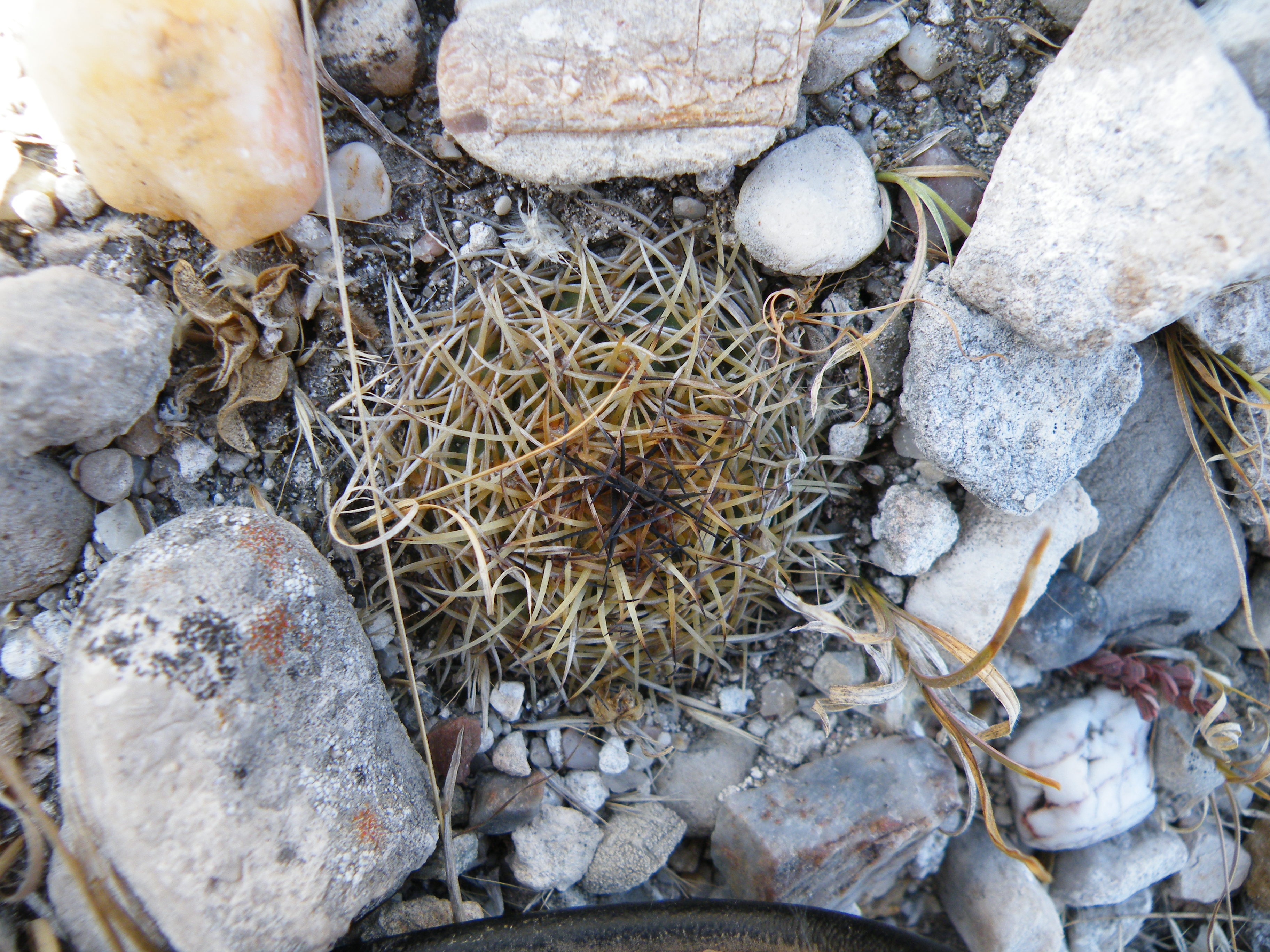
Planta en su hábitat

El área de distribución nativa de esta especie es México (concretamente de los estados mexicanos de Oaxaca y Puebla) y crece principalmente en biomas desérticos o de matorral seco.
Habita sobre suelos de lava en bosques abiertos de encinos (Quercus), matorrales xerófilos y pastizales, a elevaciones de 1700 a 2300 metros sobre el nivel del mar.Además, en la misma zona es posible encontrar otras especies de suculentas como Mammillaria carnea, Ferocactus latispinus, Escontria chiotilla o Stenocereus stellatus.

## Taxonomía
La primera descripción de esta especie fue como Mammillaria retusa, publicada en 1837 por el botánico alemán Ludwig Georg Karl Pfeiffer en la revista científica Allgemeine Gartenzeitung 5: 369.
Posteriormente, los botánicos estadounidenses Nathaniel Lord Britton y Joseph Nelson Rose colocaron la especie en el género Coryphantha, pasando a llamarse Coryphantha retusa y anotando estos cambios en el libro The Cactaceae; descriptions and illustrations of plants of the cactus family 4: 38, en 1923.
Etimología
- Coryphantha: nombre genérico que deriva del griego coryphe (que significa 'cima' o 'cabeza'), y anthos (que significa 'flor'), haciendo referencia a que las flores aparecen en el ápice de los tallos.
- retusa: epíteto específico latino que significa 'romo' o 'sin punta', haciendo referencia a la forma de los tubérculos de los tallos de la especie.[4]

Sinonimia
- Cactus retusus (Pfeiff.) Kuntze, 1891
- Coryphantha melleospina Bravo, 1954
- Coryphantha retusa var. melleospina (Bravo) Bravo, 1982
- Coryphantha retusa var. pallidispina Backeb., 1962
- Mammillaria retusa Pfeiff., 1837
- Melocactus cephalophora Salm-Dyck, 1850
- Melocactus mammillariiformis Salm-Dyck, 1836

## Estado de conservación
En la Lista Roja de Especies Amenazadas de la UICN, la especie está clasificada como de “Datos Insuficientes (DD)” y no se conocen amenazas importantes para la conservación de esta especie.

## Usos
Se cultiva principalmente como planta ornamental y su propagación se realiza a través de semillas.
Crece lentamente y se desarrolla mejor en sombra parcial, pero también prospera a pleno sol. Es sensible al exceso de riego (propenso a la pudrición), por lo que hay que cultivarlo en un sustrato muy poroso con buen drenaje. Además, tolera temperaturas bastante bajas siempre que se mantenga seco (resiste hasta -5 °C o menos durante periodos cortos).